# Anand Nagar
Anand Nagar is een census town in het district Dhubri van de Indiase staat Assam. 

## Demografie
Volgens de Indiase volkstelling van 2001 wonen er 5026 mensen in Anand Nagar, waarvan 52% mannelijk en 48% vrouwelijk is. De plaats heeft een alfabetiseringsgraad van 48%. 